# Bent Fabricius-Bjerre
Bent Fabricius-Bjerre (født 7. december 1924 på Frederiksberg, død 28. juli 2020) var en dansk komponist og pianist.
Bent Fabricius-Bjerre skrev filmmusik til talrige film og tv-serier. I 1950 grundlagde han pladeselskabet Metronome Records, der udgav kunstnere som Jørgen Ingmann og Nina & Frederik. Metronome blev senere til et filmproduktionsselskab og blev solgt i 1997.
Bent Fabricius-Bjerre har bl.a. komponeret titelmelodien til Olsen-banden-filmene (fremført af Papa Bues Viking Jazzband), Matador, Forelsket i København (fremført af Siw Malmkvist og Henning Moritzen), og Blinkende lygter (med Jeppe Kaas). Desuden har han lavet jingler til Jeopardy! og GO' Morgen Danmark, samt udgivet den Grammy-vindende "Alley Cat" fra Omkring et flygel.

## Karriere
I 1962 havde Fabricius-Bjerre i USA stor succes med singlen "Alley Cat", der var skrevet som kendingsmelodi til tv-serien Omkring et flygel, hvor Fabricius-Bjerre var vært. Fabricius-Bjerre blev lanceret under navnet Bent Fabric and His Piano med en opdigtet historie om sine to katte, der skulle have inspireret ham til melodien og dermed titlen. Sandheden var, at pladeselskabet ikke mente, "Around the Piano" var en passende titel. "Alley Cat" gik ind som #7 på den prestigefyldte hitliste Billboard Hot 100, og i 1962 vandt han en amerikansk Grammy for kompositionen i kategorien bedste rock and roll indspilning. Den var inkluderet på albummet af samme navn, som udkom i 1962.
Han har blandt andet skrevet musikken til film og tv-serier som Olsen-banden (Hvor han foruden dixielandtemaet spillet af Papa Bues Viking Jazzband også arrangerede ouverturen til Elverhøj i Olsen-banden ser rødt), Matador, Ballade på Christianshavn og Bjergkøbing Grandprix.
I 2004 genoplivede Fabricius-Bjerre sit kunstnernavn Bent Fabric og udgav popalbummet Jukebox, der var skrevet og produceret af bl.a. Remee og Infernal. Det affødte radiohittet "Jukebox" sunget af Allan Vegenfeldt, der også fik succes på diskotekerne i USA, hvor den gik ind som #7 på dance-hitlisten i 2006. Samme år var Fabricius-Bjerre medstifter af den borgerlig-liberale tænketank CEPOS.
I 2018 blev Bent Fabricius-Bjerre hædret for sin lange og virksomme karriere ved navngivelsen af en ny art af biller, Cacomorphocerus bentifabrici Fanti & Damgaard, 2018. Billen er uddød, men er fundet indkapslet i rav.

## Hæder
- 1962 Award of the National Academy of Recording Art and Science (Grammy) i USA for kompositionen "Alley Cat".
- 1996 blev han slået til ridder af Dannebrog.[12]
- 2000 Gentofte Kommunes Kulturpris
- 2005 Danmarks Film Akademi, Æres-Robert
- 2006 Danish Music Award i kategorien Årets Dansktopudgivelse for Kan du kende melodien[13]
- 2006 Erik Ballings Rejselegat
- 2007 AHA Respekt pris 007
- 2009 Årets Verdensdansker, tildelt af Danes Worldwide
- 2010 Rødekro Kulturpris 2009[14]
- 2012 Wilhelm Hansen Fondens ærespris
- 2013 Æres-Bodil
- 2016 Den Berlingske Fonds Hæderspris
- 2017 HARPA Nordic Film Composers Award 2017, life-time achievement
- 2018 Den Folkelige Sangs Pris
- 2019 Foreningen Norden’s Hæderspris
- 2022 Solbjerg Plads ændret navn til Bent Fabricius-Bjerres Plads[15]

## Privatliv
Bent Fabricius-Bjerre var søn af civilingeniør Erik Fabricius-Bjerre (1899-1981) og hustru Rigmor Krøyer (1902-2006).
Han var gift tre gange:
- med Harriet Frederikke Dessau fra 28. februar 1948 til hustruens død 15. marts 1975
- med Anne Mechlenburg fra 12. februar 1977 til skilsmissen 2004
- med Camilla Padilla Arndt siden 4. september 2005

Han døde den 28 juli 2020 efter kort tids kræftsygdom med leukæmi.

## Filmmusik
- Poeten og Lillemor (1958)
- Helle for Helene (1959)
- Forelsket i København (1960)
- Poeten og Lillemor og Lotte (1960)
- Cirkus Buster (1961)
- Flemming på kostskole (1961)
- Svinedrengen og prinsessen på ærten (1962)
- Støvsugerbanden (1963)
- Poeten og Lillemor i forårshumør (1963)
- Tre piger i Paris (1963)
- Hvis lille pige er du? (1963)
- Halløj i himmelsengen (1964)
- Døden kommer til middag (1964)
- Pigen og millionæren (1965)
- Slå først, Frede! (1965)
- Slap af, Frede! (1966)
- Olsen-banden (1968–1998)
- Olsenbanden (norsk, 1969-1999)
- Tænk på et tal (1969)
- Ballade på Christianshavn (1971)
- Bjergkøbing Grandprix (norsk, 1976)
- Matador (Tv-serie, 1978–1981)
- Min farmors hus (1984)
- Når engle elsker (1986)
- Peter von Scholten (1990)
- Lad isbjørnene danse (1990)
- Det skaldede spøgelse (1992)
- Blinkende lygter (2000)
- Olsen-banden Junior (2001)
- Klovn - The Movie (2010)
- Mens vi lever (2017)
- Kollision (2019)

## Diskografi

### Albums
- 1962 Alley Cat (Atco Records)
- 1962 The Happy Puppy (Atco Records)
- 1963 Piano Party with Bent Fabric (Columbia 33-OSX-7720) (Australien)
- 1964 Organ Grinder's Swing (Atco Records)
- 1964 The Drunken Penguin (Atco Records)
- 1965 Cocktails for Two (med Acker Bilk og the Leon Young String Chorale) (Metronome)
- 1966 Together!  (med Acker Bilk) (Atco Records)
- 1966 Never Tease Tigers (Atco Records)
- 1966 Relax with Bent Fabric (Metronome)
- 1967 Operation Lovebirds (Atco Records)
- 1967 Plays Gay and Sentimental Songs (Metronome)
- 1968 Relax with Bent Fabric (Atco Records)
- 1970 Grethe Ingmann Sings Bent Fabric - Assisted by Jørgen Ingmann and the Composer (Metronome)
- 1971 Goes Back To Romance (Metronome)
- 1997 The Very Best of Bent Fabric
- 1998 Klaver med mer (CMC Records)
- 2001 Mit livs melodi (Copenhagen Records)
- 2004 Jukebox (Universal)
- 2005 Kan du kende melodien (Universal)
- 2014 Bent Fabricius-Bjerre - og hans musik (Warner)

### Singler
- 1962 "Alley Cat"
- 1962 "Chicken Feed"
- 2003 "Shake"
- 2004 "Jukebox"
- 2006 "Sweet Senorita"

### Andre melodier
- "Forelsket i København"
- "Jeg sætter min hat som jeg vil"
- "Duerne flyver"
- "Kærlighed"
- "Pusterummet"
- "Nattens sidste cigaret"
- "Slingrevalsen"
- "En enkel melodi til dig"
- "Jeg er vist nok lidt gammeldags"
- "Not For The Dough" (sammen med Lars Larssen Naumann)
- "Hvor blev den af"
- "For sent"
- "Hvorfor ska' foråret vær' grønt"
- "Kato's Dream"